# Clubiona rethymnonis
Clubiona rethymnonis är en spindelart som beskrevs av Roewer 1928. Clubiona rethymnonis ingår i släktet Clubiona och familjen säckspindlar. Inga underarter finns listade i Catalogue of Life.